# Lilo & Stitch 2 - Che disastro Stitch!
Lilo & Stitch 2 - Che disastro Stitch! (Lilo & Stitch 2: Stitch Has a Glitch) è un film d'animazione direct-to-video del 2005 diretto da Michael LaBash e Tony Leondis prodotto da DisneyToon Studios.
Pur essendo, in ordine di uscita, la terza pellicola ad occuparsi dell'universo di Lilo & Stitch il film, dal punto di vista cronologico, è il primo vero sequel del film del 2002 Lilo & Stitch. La storia si sviluppa infatti prima degli avvenimenti del film del 2003 Provaci ancora Stitch!. 
Tra i doppiatori originali figurano Dakota Fanning (Lilo), Tia Carrere (Nani) e Jason Scott Lee (David). Da notare che in precedenza il ruolo di Lilo è stato ricoperto dall'attrice Daveigh Chase.

## Trama
Stitch è ormai entrato a pieno titolo nella famiglia di Lilo e Nani insieme a Jumba Jookiba, l’eccentrico scienziato che l’ha creato, e l’agente Pleakley, ma teme di diventare di nuovo cattivo. Avendo spesso un incubo in cui causa distruzione e ferisce Lilo, la bambina lo ascolta attentamente e controlla il suo livello di bontà, rassicurandolo del fatto che si tratti solo di un sogno. Un giorno, il gruppo di ballo di cui fa parte Lilo viene invitato a partecipare ad una gara di hula per la festa locale, e tutte le allieve devono preparare un'idea per la loro esibizione. Lilo, ricordando che sua madre alla sua età vinse una competizione di hula, è determinata a vincere. Mertle Edmonds, la sua bulla, la insulta dicendole che non sarà mai come sua madre, portandola a reagire con violenza per la rabbia, ma nonostante ciò, è decisa a partecipare alla gara e vincerla. Stitch decide di aiutarla viaggiando con lei per le Hawaii in modo da trovare idee per la sua hula, recandosi nei luoghi in cui Elvis Presley era stato in passato.
Durante una serata in famiglia però, l'alieno manifesta dei problemi comportamentali e perde il controllo, rimanendo vittima di un glitch che fa diventare verdi i suoi occhi per alcuni istanti, gli causa convulsioni e lo fa comportare in modo distruttivo. Jumba, turbato, capisce subito cosa non va, ricordando che quando lo aveva creato non aveva potuto caricare le sue molecole al massimo in modo da stabilizzarle, poiché venne arrestato dalle guardie della Confederazione Galattica per i suoi esperimenti genetici criminali. Chiede così aiuto a Pleakley per costruire una camera di fusione in modo da ricaricare le molecole di Stitch il prima possibile: se si scaricassero del tutto, infatti, la piccola creatura morirà.
I glitch nel frattempo si ripetono e Stitch finisce per perdere ancora il controllo e causare guai, facendo tra l'altro calare il suo livello di bontà a favore di un rigurgito della sua vecchia malvagità distruttiva; Lilo però, tutta presa dalla preparazione alla gara di hula, non se ne accorge, e Stitch spera di riuscire a risolvere il problema prima che la bambina si renda conto che lui sta tornando malvagio. A peggiorare le cose, dopo delle peripezie subite per via di un pollo, la mappa che hanno usato durante il loro viaggio sulle tracce di Elvis Presley viene resa inutilizzabile da un temporale. 
Tornati a casa dai loro giri esplorativi, Lilo e Stitch decidono di usare come idea per la gara di ballo la storia della dea Hi'iaka e del mortale Loihau, secondo la quale l'amore è più forte di tutto, anche della morte; sfortunatamente, alle prove della hula, un nuovo glitch di Stitch rovina tutto, facendo bandire Lilo dalle prove. Non capendo che qualcosa non va in Stitch, Lilo gli addossa la colpa di tutto, credendo che il suo comportamento sia volontario, e lo abbandona per allenarsi da sola. L’alieno, nel tentativo di aggiustare le cose, torna nei luoghi già visitati per compiere buone azioni e ripristinare il suo livello di bontà.
Intanto, Jumba costruisce la camera di fusione, ma dopo che questa esplode, rivela disperatamente di non averla mai costruita e che all'epoca l'aveva ordinata su un catalogo di forniture intergalattiche. Lui e Pleakley devono quindi arrangiarsi con le tecnologie terrestri per cercare di ricostruirla da zero, rubando gli elettrodomestici di Nani per completarla.
Quando Stitch torna a casa, Lilo, ormai ossessionata dal cercare di vincere la gara di hula, continua a ignorarlo finché tra i due non scoppia una lite, che Nani si ritrova a dover placare. Dopo un tentativo di riappacificazione, però, l’ennesimo glitch porta il piccolo alieno a sconquassare la stanza di Lilo, al che la bambina lo abbandona dicendogli che è cattivo e sarà sempre cattivo. Nel frattempo, Jumba, riesce finalmente a ricostruire la macchina di fusione, ma il tempo per Stitch sta per scadere. 
Lilo prende parte alla gara di hula nonostante le disastrose prove e quando arriva il suo turno Stitch si fa vedere per augurarle buona fortuna, ma dopo aver perso nuovamente il controllo le graffia accidentalmente la guancia. Rendendosi conto che Stitch non le farebbe mai deliberatamente del male, Lilo capisce finalmente che qualcosa non va, ma l'alieno, sopraffatto dallo shock di ciò che ha fatto, si crede troppo pericoloso e scappa. La bambina comincia ad esibirsi, ma quando Jumba finalmente le spiega i motivi dello strano comportamento di Stitch, rinuncia alla gara a metà della sua esibizione per aiutare il suo amico.
Tutta la famiglia va a cercare Stitch, il quale ha preso l'astronave di Jumba per lasciare la Terra e dirigersi verso un pianeta isolato. Dopo che Lilo tenta senza successo di convincerlo a tornare indietro via radio, un ultimo glitch lo fa schiantare sulle montagne. Dopo aver usato il suo hovercraft per raggiungere Stitch, Lilo lo pone velocemente nella camera di fusione di Jumba, ma le molecole dell’alieno sono ormai troppo scariche; dopo essersi scusato con le sue ultime forze, Stitch va in fin di vita. Disperata e in preda ai sensi di colpa per non averlo aiutato quando lui aveva bisogno di lei, Lilo inizia a piangere mentre abbraccia il suo corpo esanime; miracolosamente, però, Stitch riprende i sensi, indicando che è stato salvato all'ultimo momento e che l'amore della dolce Lilo per lui è stato più forte della morte, proprio come nella storia di Hi'iaka e Loihau.
La vicenda termina con l’intera famiglia felicemente riunita che danza - compresi Jumba e Pleakley - sul palcoscenico della gara di hula.

## Doppiaggio
| Personaggio   | Doppiatore originale | Doppiatore italiano |
| ------------- | -------------------- | ------------------- |
| Lilo          | Dakota Fanning       | Lilian Caputo       |
| Stitch        | Chris Sanders        | Larry Kapust        |
| Nani          | Tia Carrere          | Maura Cenciarelli   |
| Pleakley      | Kevin McDonald       | Mino Caprio         |
| Jumba Jookiba | David Ogden Stiers   | Paolo Lombardi      |
| David Kawena  | Jason Scott Lee      | Nanni Baldini       |